# Municipio de Marsh (Carolina del Norte)
El municipio de Marsh (en inglés: Marsh Township) es un municipio ubicado en el  condado de Surry en el estado estadounidense de Carolina del Norte. En el año 2010 tenía una población de 2.631 habitantes.

## Geografía
El municipio de Marsh se encuentra ubicado en las coordenadas 36°18′23.48″N 80°44′28.24″O / 36.3065222, -80.7411778.